# Maschruteh
Maschruteh ist der Name einer konstitutionalistisch-demokratischen Bewegung, die sich 1905  im Iran zu Beginn der Iranischen Konstitutionellen Revolution konstituiert hat. Ali Akbar Dehchoda definiert "Maschrutiat" wie folgt: "Maschrutiat wurde zunächst weder im arabischen noch im persischen Sprachraum benutzt. Das Wort "Maschrutiat" wurde aus dem osmanisch-türkischen Sprachraum in die persische Sprache übernommen und bedeutet "Rechtsstaat". Es wird im Persischen synonym für "Verfassung" benutzt. Ziel der Bewegung war es, eine "Herrschaft des Rechts" durch die Abschaffung des Absolutismus und die Einführung einer konstitutionellen Monarchie zu schaffen.
Die Maschruteh-Bewegung setzte sich aus breiten Schichten der Bevölkerung, angeführt von Geistlichen, Kaufleuten, Adligen und Handwerkern, zusammen. Sie ist nicht zu verwechseln mit der Maschru, einer strikt konservativ-theokratisch-reaktionären Gruppierung, die auf Scheich Fazlollah Nuri zurückgeht. Ajatollah Chomeini übernahm die Ideen von Nuri und wurde deren Ghomer Exponent.